# Стюарт Литтл (фильм)
«Стю́арт Литтл» (англ. Stuart Little) — американский художественный фильм 1999 года, поставленный режиссёром Робом Минкоффом по одноименной повести Элвина Брукса Уайта. Автор адаптированного сценария — М. Найт Шьямалан. В фильме использовано совмещение живых актёров с 3D-анимацией.

## Сюжет
Джордж Литтл мечтает о маленьком братике. И вот в один прекрасный день родители мальчика решают осуществить его мечту. Они идут в детский дом, где знакомятся с мышонком Стюартом, говорящим и очень хорошим. Родители усыновляют его. Но Джордж недоверчиво относится к Стюарту и поначалу не желает его любить, из-за чего Стюарт и родители Джорджа переживают. К новому члену семьи начинает ревновать их кот Снежок. Он обходит своего маленького «хозяина» стороной и в грубой форме даёт понять, что не желает видеть его в этом доме. В конце концов, терпение кота заканчивается, и он, чтобы избавиться от Стюарта, связывается с дворовой кошачьей мафией. Её главарь, кот Дымок, обещает помочь Снежку.
Тем временем Джордж привязывается к Стюарту, и они дружатся. Вместе они выигрывают парусные гонки. Литтлы отмечают победу, как вдруг раздаётся звонок в дверь. Это мышиная чета Стаут, которые объявляют себя настоящими родителями Стюарта. После разговора наедине Литтлы принимают решение вернуть мышонка им. Но позже работница приюта приходит к ним, чтобы поговорить насчёт Стюарта, и неожиданно выясняется, что его родители давно погибли из-за несчастного случая.
После малоактивных действий полиции Стюарта ищут всей семьёй. Подслушавший разговор хозяев Снежок успевает известить об этом банду дворовых котов. Дымок его успокаивает: Стюарта не станет уже ночью, его должны передать им Стауты. Однако супруги не выдерживают и признаются во всём Стюарту, после чего велят ему бежать, пока его не нашли. Несмотря на преследование банды, Стюарт благополучно добирается до дома. Дома никого не оказывается, кроме Снежка. Снежок жестоко обманывает Стюарта, будто семья людей решила вычеркнуть его из своей жизни, и показывает ему семейную фотографию, где лицо мышонка вырезано (на самом деле его вырезали для объявления о пропаже). Огорчённый Стюарт уходит.
Тем временем коты выслеживают Стюарта в парке и зовут Снежка. Тот успевает раньше всех обнаружить мышонка на дереве. В последний момент Снежок внезапно изменяет свой моральный облик, спасает Стюарта и рассказывает, что это он делал всё возможное, чтобы Стюарт исчез из их семьи, потому что ему стало стыдно, что мышь стала хозяином кота. Теперь Снежок просит котов прекратить охоту, но те отказываются прерывать начатое. Тогда Стюарт с помощью ошейника, который был на Снежке, перемещается на другое дерево, а Снежок ломает сук, на котором сидят коты, и вся их банда летит с дерева в пруд. Оставшийся Дымок в ярости пытается добраться Снежка, но его сбрасывает в пруд Стюарт. Все коты, промокшие до нитки, вылезают из пруда без всякого желания продолжать охоту. Стюарт и Снежок возвращаются домой, где их радостно встречают Литтлы.

## В ролях
| Актёр             | Роль                             |
| ----------------- | -------------------------------- |
| Майкл Джей Фокс   | Стюарт Литтл (голос)             |
| Джонатан Липницки | Джордж Литтл                     |
| Нейтан Лейн       | кот Снежок (голос)               |
| Джина Дэвис       | Элеонора Литтл                   |
| Хью Лори          | Фредерик Литтл                   |
| Эстель Гетти      | бабушка Эстель Литтл             |
| Чезз Палминтери   | кот Дымок (голос)                |
| Стив Зан          | кот Монти (голос)                |
| Джим Дуган        | инспектор Аллен/кот Лаки (голос) |
| Дэвид Алан Гриер  | кот Ред (голос)                  |
| Бруно Кёрби       | Реджинальд Стаут (голос)         |
| Дженнифер Тилли   | Камилла Стаут (голос)            |

## Производство
Производство фильма началось летом 1998 года. Съёмки  проводились  с 3 августа по 11 ноября того же года.
Сооружением декораций занималось более 100 специалистов на киностудии Sony Pictures Studios.
В качестве реквизита для дома Литтлов в антикварном магазине в Пасадине (Калифорния) художником-декоратором была за бесценок приобретена картина, которая позже была опознана как «Спящая женщина с чёрной вазой» венгерского художника Роберта Берени, считавшаяся утраченной с 1928 года. Лишь в 2009 году венгерский искусствовед Гергей Барки при просмотре фильма опознал картину в одном из кадров, а в 2014 году картина была продана на аукционе в Будапеште за 229 500 евро.

## Награды и номинации

### Награды
- 2000 — «Спутник» — Лучшие визуальные эффекты

### Номинации
- 2000 — «Оскар» — Лучшие визуальные эффекты
- 2000 — «Сатурн» — Лучший фильм-фэнтези
- 2000 — «Сатурн» — Лучшие спецэффекты
- 2000 — «Сатурн» — Лучшая актриса второго плана — Джина Дэвис
- 2000 — «Энни» — Выдающийся личный вклад в анимацию персонажей — Шон Муллен
- 2000 — «Энни» — Выдающийся личный вклад в анимационные эффекты — Роб Бредоу
- 2000 — «Энни» — Выдающийся личный вклад в сценарий анимационного фильма — М. Найт Шьямалан, Грег Брукер
- 2000 — «Спутник» — Лучший художественный, анимационный или совмещенный фильм